# Roche Percée (Nouvelle-Calédonie)
Pour les articles homonymes, voir Roche Percée.

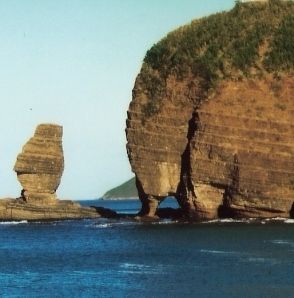
Roche percée en 1999

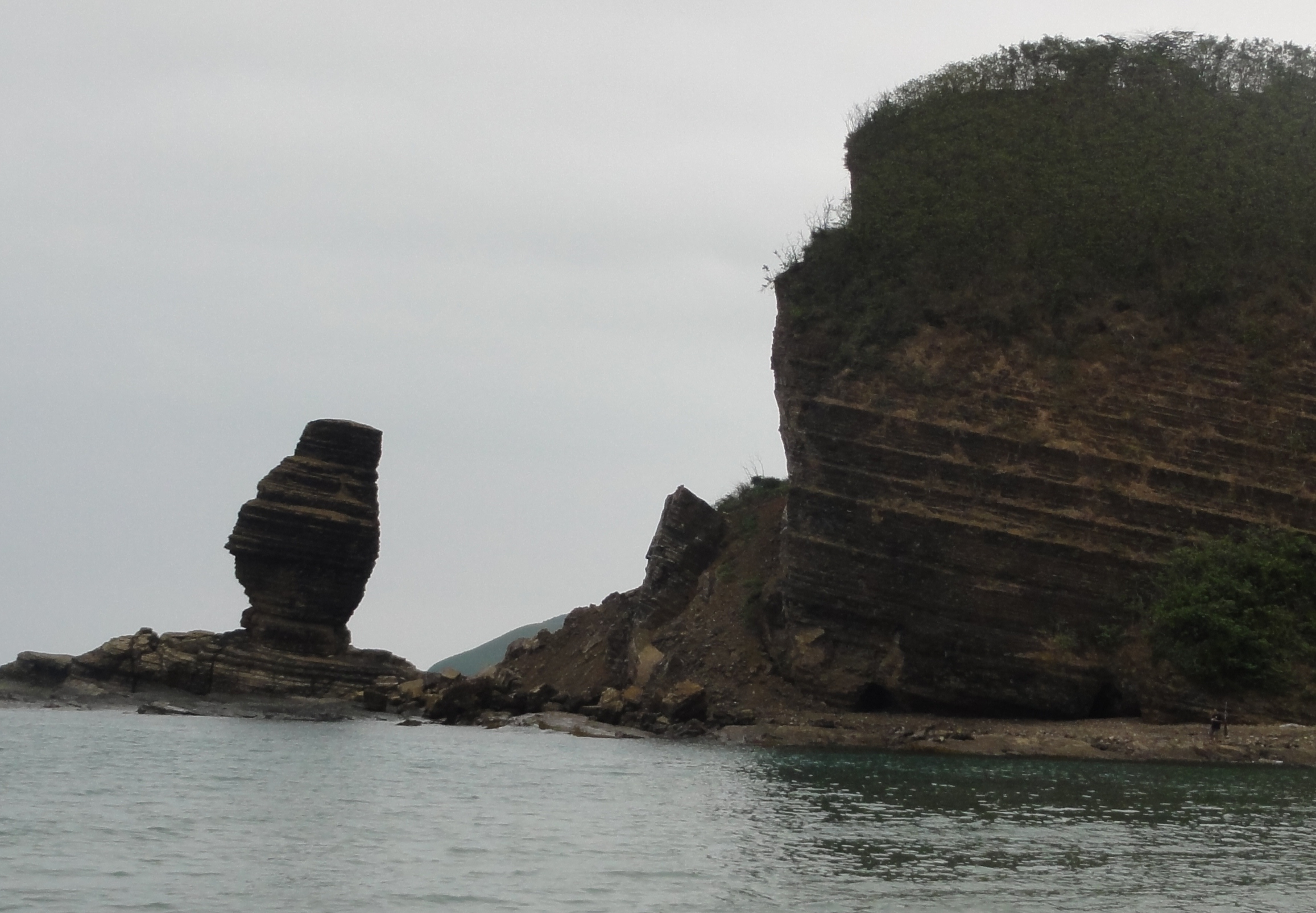
Roche percée en 2011

La Roche Percée (Pûûyäxè en langue Kanak) est un relief littoral et un quartier détaché de Bourail dans la Province Sud en Nouvelle-Calédonie.
Cet endroit est très réputé sur le « Caillou » pour être un des seuls spots de surf en Nouvelle-Calédonie.

## Géographie

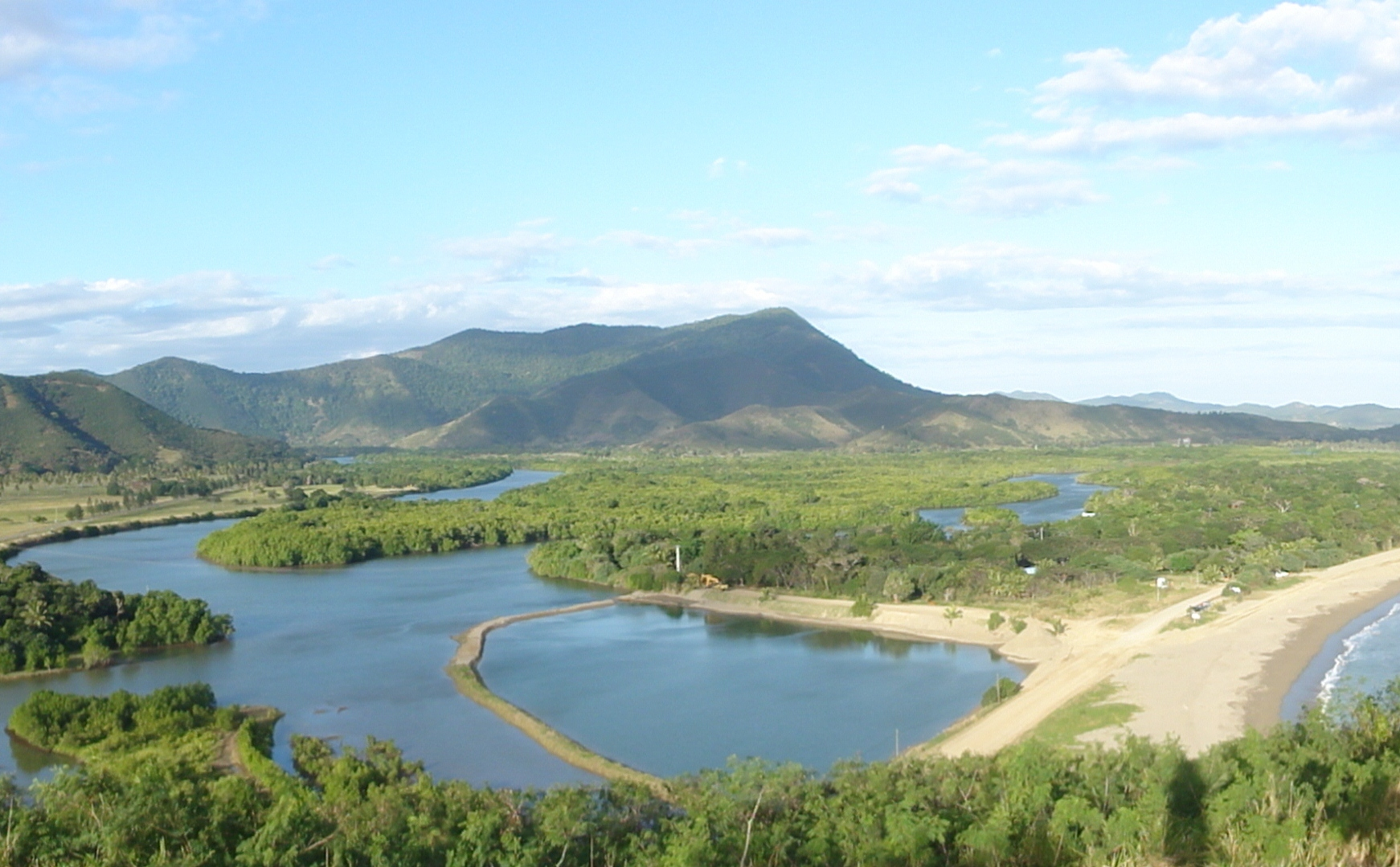
Rive droite du delta de la Néra stoppée par la route.

La Roche Percée se situe sur une presqu'île près de la RP20 (Route Provinciale 20) venant de Bourail. La Roche Percée était une île mais afin de permettre aux habitants de s'installer, une route a été créée pour former une presqu'île et donc pour relier l'île à la terre. Cette presqu'île est formé par le delta de la Néra : la rivière se jette dans la mer par le bras gauche mais elle est stoppée au bras droit par la digue. Cette presqu'île forme une grande plage qui s'étend du Bonhomme de Bourail jusqu'à l'embouchure de la Néra. Sur la terre, il y a des habitations.
La plage est formée par du sable volcanique qui vient du Vanuatu, elle s'étend sur trois kilomètres de long, du Bonhomme de Bourail jusqu'à l'embouchure de la Néra. Elle est située dans la baie de Gouaro. On peut avoir une belle vue de la plage depuis le point de vue au-dessus de la pointe Vidoire. En début de soirée, on peut venir admirer et photographier le coucher de soleil au-dessus du Bonhomme et la colline juste à côté. Pendant toute l'année, plusieurs pelleteuses creusent dans la Néra pour l'empêcher de couper la route, et le sable et la terre récupérés sont déposés sur la plage car la mer creuse aussi en direction de la Néra. Sur la plage, plusieurs cagettes sont posés sur le sable afin de protéger les œufs de tortues qui viennent pondre sur cette plage comme à la baie des tortues. Il y a aussi de beaux coquillages sur la plage. 
|  |  |

## Toponymie
Le terme « Roche Percée » vient du trou qui était situé dans la falaise à côté du Bonhomme, formé par les eaux qui se sont frayé un passage à travers un mamelon s'avançant dans la mer. La falaise qui était au-dessus du trou s'est écroulée en août 2006 vers 15 heures. Un éboulement plus récent s'est produit le 17 mars 2007 vers 7 heures 30. Il ne reste plus que le tunnel qui relie la Roche Percée et la baie des tortues. Les habitants de la presqu'île appelle couramment le quartier « La Roche ».

## Histoire
Sur l'emplacement actuel de la base nautique au bord de la Néra, était situé l'ancien poste de mer.
En plus de servir de débarcadère pour les passagers des bateaux, il permettait aux chalands contenant les marchandises d'attendre la marée pour remonter la Néra vers Bourail. Dès 1912, des travaux s'avèrent nécessaires et la construction d'un wharf est projetée. Le poste de mer témoigne de l'importance pour Bourail des communications fluviales et maritimes à la fin du XXe siècle.
De mai à août 1944, cette baie fut le siège du Kiwi Club, un imposant complexe où les soldats néo-zélandais en permission venaient se détendre. La croix rouge américaine a repris les locaux à leur fermeture en août 1944. 

## Logement

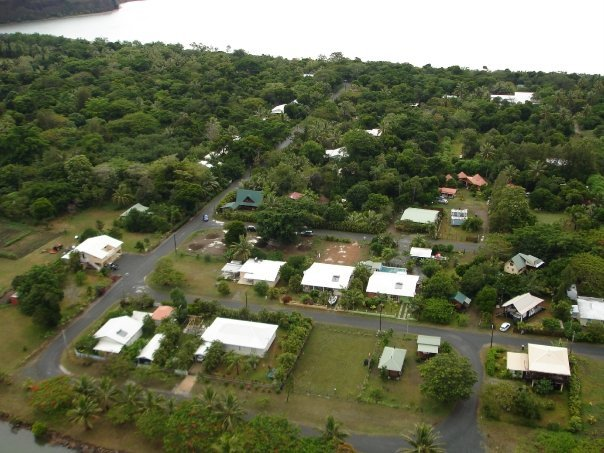
Habitations de la Roche percée

Dans le quartier, on compte environ une centaine de maisons. Elles dépendent toutes de la commune de Bourail. Elles sont assez serrées mais cachées par la végétation dense. Dans le quartier, il y a un petit hôtel qui s’appelle « El Kantara ». Malheureusement les moustiques sont très présents et ils peuvent être nocifs pour la santé. La plupart des habitants sont sportifs et pratiquent beaucoup d'activités nautiques.

## Activités

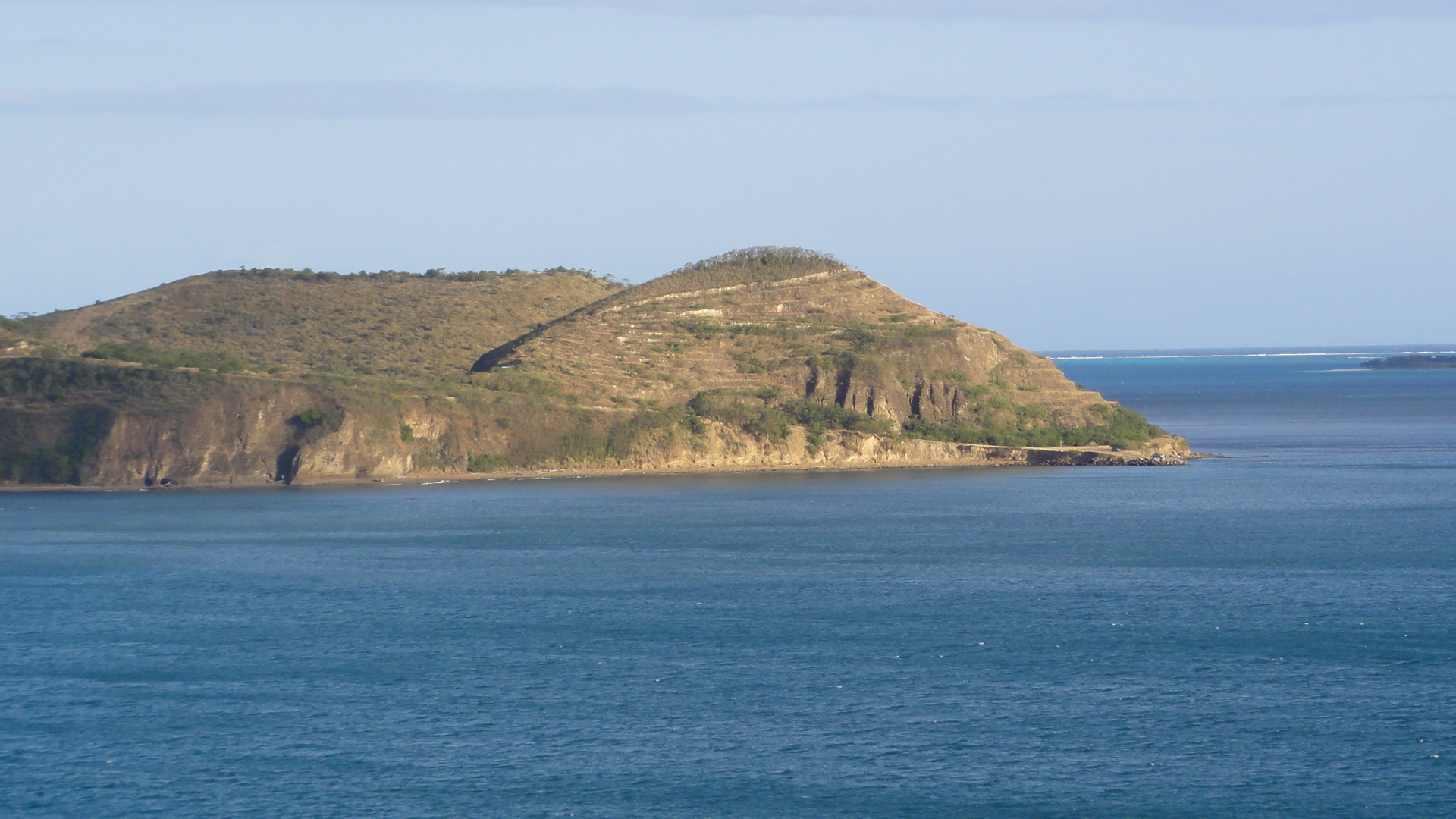
Pointe Vidoire

### Activités nautiques
La mer est très appréciée par les habitants du quartier car il y a beaucoup de houle (courant marin) et il y a donc souvent de grosses vagues, ce qui est très plaisant pour les surfeurs et les enfants. Ce lieu est très prisé car il est un des seuls « spots » de surf de Nouvelle-Calédonie. La plage se situe en face de la passe Popinée dans la baie de Gouaro, ce qui explique les nombreuses vagues et la présence de requins. En effet, ces dernières années des attaques de requins ont été recensées à cet endroit même si cela reste très rare.
Le lieu permet la pratique de plusieurs loisirs et sports d'eau. Le sport local est sans aucun doute le surf mais il y a aussi du bodyboard, du paddle, du va'a et du kayak de mer (ces deux derniers sont plus pratiqués sur la Néra). À la Roche percée, il y a plusieurs clubs sportifs : club de surf, de va'a et de plongée. Il y a aussi une base nautique pour les établissements scolaires de Bourail et d'autres associations où est stocké du matériel sportif. Juste à côté de la base nautique, on trouve le siège de la protection du lagon de la Province Sud.

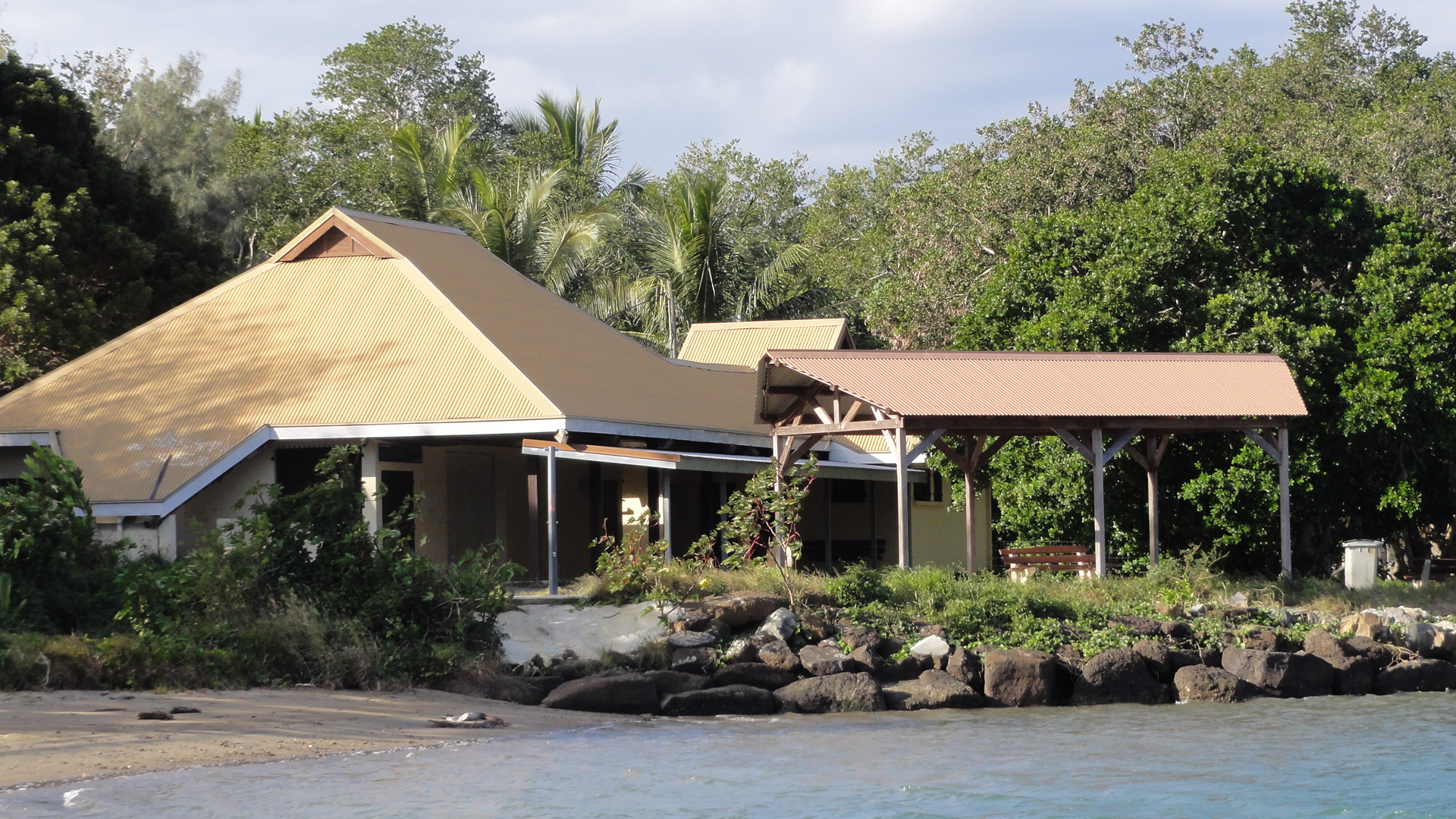
Base nautique

### Sentiers
Aux alentours de la Roche Percée, il existe plusieurs sentiers pour faire des promenades ou pour conduire à des points de vue. Sur la presqu'île même, on peut se promener dans la forêt des cycas. Une autre promenade permet de voir trois plages (Rocher Percé, baie des Tortues, baie des Amoureux) : le sentier des trois Baies.

#### La forêt des cycas
Ce petit circuit, proche de la plage, est situé dans un site naturel classé. Promenade de détente familiale, il serpente à travers une magnifique forêt sèche renfermant une grande variété de plantes endémiques à la Nouvelle-Calédonie. Il permet aussi de découvrir une mangrove dense et ombragée. 
Tout au long de ce sentier facile d'accès, un étiquetage botanique permet de repérer les différentes espèces propres aux forêts sèches littorales de la côte ouest. Il faut faire attention aux moustiques.

#### Sentier des trois baies
Le sentier des trois Baies débute à la plage de la Roche Percée, puis se rend à la baie des Tortues, puis à la baie des amoureux.
Il se trouve à l’extrémité nord-ouest de la plage de la Roche Percée (au début de la plage).
La première partie de la randonnée fait grimper au sommet de la falaise, celle-ci surplombe le mythique Bonhomme de Bourail. La roche est très friable, et l’accès au belvédère était interdit il y quelque temps. Le sentier redescend ensuite dans la forêt sèche, vers la baie des Tortues, parsemée de pins colonnaires gigantesques aussi nommés araucarias par les botanistes. Vous pouvez flâner sur la plage, attention de forts courants sont présents dans le lagon à cet endroit. Admirez le bonhomme, vu d’en bas.
Le chemin remonte ensuite dans la forêt puis suit sur une centaine de mètres une large piste longeant la crête. Il y a une vue sur la baie des Amoureux. Pour s'y rendre, un chemin est indiqué plus loin sur votre gauche, il serpente vers la petite plage abritée bordée de pandanus.